# Gabriel Lodares
Gabriel Lodares Lossa (Tébar, 10 de febrero de 1863-Albacete, 1938) fue un político español, alcalde de Albacete entre 1900 y 1901 y entre 1904 y 1906.

## Biografía
Gabriel Lodares era una de las grandes fortunas de la ciudad de Albacete a principios del siglo XX. En 1900 accedió al cargo de alcalde. Fue alcalde de la ciudad en dos periodos diferentes: entre el 12 de febrero de 1900 y el 10 de noviembre de 1901 y entre el 1 de enero de 1904 y el 1 de enero de 1906.
Después de la Primera Guerra Mundial se embarcó en la construcción de dos importantes edificios de la ciudad, el Pasaje Lodares y el Gran Hotel de Albacete, usando su fortuna con la intención de dar trabajo en una ciudad asolada por la crisis. Durante su segundo mandato la ciudad logró el suministro de agua potable. Fue también diputado en Cortes en 1914 y senador del Reino en 1918.

## Reconocimientos
Gracias a lograr durante su mandato el suministro de agua potable para la ciudad, Gabriel Lodares fue nombrado Hijo Adoptivo de Albacete. Lugares emblemáticos de la capital albaceteña como el histórico Pasaje Lodares o la céntrica Plaza de Gabriel Lodares llevan su nombre.